# Ulica 3 Maja w Kaliszu
Ulica 3 Maja – ulica w Kaliszu o długości 500 metrów, jedna z głównych arterii w Śródmieściu. Łączy Nowy Rynek z placem Jana Kilińskiego. Razem z ulicami Fryderyka Chopina i Mikołaja Kopernika stanowi ciąg komunikacyjny pozwalający ominąć miasto lokacyjne od strony północno-zachodniej.

## Historia
Ulica wytyczona została w 1911 na terenach dawnych ogrodów. Nazwę 3 Maja zyskała w 1917; z tej okazji zorganizowano pochód patriotyczny, podczas którego wzdłuż ulicy posadzono 24 lipy. W czasie II wojny światowej na posesji pod nr 10 znajdował się przejściowy obóz dla Polaków wywożonych na przymusowe roboty do III Rzeszy. Znaczenie ulicy znacząco wzrosło po wybudowaniu w 1977 alei Wojska Polskiego i połączenia jej z Nowym Rynkiem (obecnie fragment ulicy Majkowskiej). W tym samym roku ulica przeszła gruntowną modernizację podczas której poszerzono ją do czterech pasów.

## Ważniejsze obiekty
- Galeria Tęcza, nr 1
- Szkoła Podstawowa nr 1 im. Konstytucji 3 Maja, nr 16
- Zespół Szkół Samochodowych im. Stanisława Staszica, nr 18

## Komunikacja miejska
| Kaliskie Linie Autobusowe | Kaliskie Linie Autobusowe         |
| Nr linii                  | Trasa                             |
| ------------------------- | --------------------------------- |
| 2                         | Wyszyńskiego ↔ Kampus PWSZ        |
| 12                        | Wyszyńskiego → Cmentarz Komunalny |
| 12K                       | Wyszyńskiego → Kościelna Wieś     |
| 13                        | Skłodowskiej-Curie ↔ Długa        |
| 15                        | Wał Bernardyński → Skalmierzyce   |
| 19E                       | Majkowska ↔ Ostrów Wielkopolski   |

Przy ulicy 3 Maja znajdują się dwa przystanki autobusowe.